# Festival de la Canción de Eurovisión 1992
El XXXVII Festival de la Canción de Eurovisión se celebró el 9 de mayo de 1992 en Malmö, Suecia, presentado por Harald Treutiger y Lydia Cappolicchio.  Linda Martin fue la vencedora representando a Irlanda con la canción "Why Me?", compuesta por Johnny Logan, quien previamente había ganado el festival en sus ediciones de 1980 y 1987 como cantante y cantautor, respectivamente.
El escenario, inspirado en la historia de Malmö, estaba presidido por la proa de un barco vikingo con un decorado iluminado de un puente como fondo, referente al Puente de Oresund que comunicaría Suecia con Dinamarca.

## Países participantes

### Canciones y selección
| País y TV        | Título original de la canción   | Artista                      | Proceso y fecha de selección             |
| País y TV        | Traducción al español           | Idiomas                      | Proceso y fecha de selección             |
| ---------------- | ------------------------------- | ---------------------------- | ---------------------------------------- |
| Alemania ARD     | Träume sind für alle da         | Wind                         | Ein lied für Malmö 1992, 30-03-1992      |
| Alemania ARD     | Los sueños están ahí para todos | Alemán                       | Ein lied für Malmö 1992, 30-03-1992      |
| Austria ORF      | Zusammen geh'n                  | Tony Wegas                   | Elección Interna                         |
| Austria ORF      | Vamos juntos                    | Alemán                       | Elección Interna                         |
| Bélgica BRT      | Nous, on veut des violons       | Morgane                      | Final Nacional, 08-03-1992               |
| Bélgica BRT      | Nosotros queremos violines      | Francés                      | Final Nacional, 08-03-1992               |
| Chipre CyBC      | Teriazoume                      | Evridiki                     | Final Nacional, 13-03-1992               |
| Chipre CyBC      | Somos iguales                   | Griego                       | Final Nacional, 13-03-1992               |
| Dinamarca DR     | Alt det som ingen ser           | Kenny Lübcke & Lotte Nilsson | Dansk Melodi Grand-Prix 1992, 29-02-1992 |
| Dinamarca DR     | Todo lo que nadie ve            | Danés                        | Dansk Melodi Grand-Prix 1992, 29-02-1992 |
| España TVE       | Todo esto es la música          | Serafín Zubiri               | Elección Interna                         |
| España TVE       | -                               | Español                      | Elección Interna                         |
| Finlandia YLE    | Yamma-Yamma                     | Pave Maijanen                | Euroviisut 1992, 29-02-1992              |
| Finlandia YLE    | -                               | Finés                        | Euroviisut 1992, 29-02-1992              |
| Francia FT2      | Monté la riviè                  | Kali                         | Elección Interna                         |
| Francia FT2      | ¡Remonta el río!                | Francés y Criollo haitiano   | Elección Interna                         |
| Grecia ERT       | Olou tou kosmou i Elpida        | Cleopatra Pantazi            | Elección Interna                         |
| Grecia ERT       | Toda la esperanza del mundo     | Griego                       | Elección Interna                         |
| Irlanda RTÉ      | Why Me?'                        | Linda Martin                 | National Song Contest 1992, 29-03-1992   |
| Irlanda RTÉ      | ¿Por qué yo?                    | Inglés                       | National Song Contest 1992, 29-03-1992   |
| Islandia RÚV     | Nei eða já                      | Heart 2 Heart                | Söngvakeppni 1992, 22-02-1992            |
| Islandia RÚV     | ¿Sí o no?                       | Islandés                     | Söngvakeppni 1992, 22-02-1992            |
| Israel IBA       | Ze Rak Sport                    | Dafna Dekel                  | Kdam Eurovision 1992, 28-03-1992         |
| Israel IBA       | ¡Es sólo deporte!               | Hebreo                       | Kdam Eurovision 1992, 28-03-1992         |
| Italia RAI       | Rapsodia                        | Mia Martini                  | Elección Interna                         |
| Italia RAI       | -                               | Italiano                     | Elección Interna                         |
| Luxemburgo CLT   | Sou fräi                        | Marion Welter & Kontinent    | Final Nacional, 15-03-1992               |
| Luxemburgo CLT   | Tan libre                       | Luxemburgués                 | Final Nacional, 15-03-1992               |
| Malta PBM        | Little Child                    | Mary Spiteri                 | Final Nacional, 14-03-1992               |
| Malta PBM        | Niño pequeño                    | Inglés                       | Final Nacional, 14-03-1992               |
| Noruega NRK      | Visjoner                        | Merethe Trøan                | Melodi Grand Prix 1992, 21-03-1992       |
| Noruega NRK      | Visiones                        | Noruego                      | Melodi Grand Prix 1992, 21-03-1992       |
| Países Bajos NOS | Wijs me de weg                  | Humphrey Campbell            | Nationaal Songfestival 1992, 29-03-1992  |
| Países Bajos NOS | Muéstrame el camino             | Neerlandés                   | Nationaal Songfestival 1992, 29-03-1992  |
| Portugal RTP     | Amor D'Água Fresca              | Dina                         | Festival da Canção 1992, 07-03-1992      |
| Portugal RTP     | Amor de agua fresca             | Portugués                    | Festival da Canção 1992, 07-03-1992      |
| Reino Unido BBC  | One Step Out of Time            | Michael Ball                 | A Song for Europe, 03-04-1992            |
| Reino Unido BBC  | Un paso a destiempo             | Inglés                       | A Song for Europe, 03-04-1992            |
| Suecia SVT       | I morgon är en annan dag        | Christer Björkman            | Melodifestivalen 1992, 14-03-1992        |
| Suecia SVT       | Mañana será otro día            | Sueco                        | Melodifestivalen 1992, 14-03-1992        |
| Suiza SSR SRG    | Mister Music Man                | Daisy Auvray                 | Final Nacional, 23-02-1992               |
| Suiza SSR SRG    | Señor músico                    | Francés                      | Final Nacional, 23-02-1992               |
| Turquía TRT      | Yaz bitti                       | Aylin Vatankoş               | Final Nacional, 21-03-1992               |
| Turquía TRT      | El verano terminó               | Turco                        | Final Nacional, 21-03-1992               |
| Yugoslavia JRT   | Ljubim te pesmama               | Extra Nena                   | Pjesma Eurovizije 1992, 28-03-1992       |
| Yugoslavia JRT   | Te beso con canciones           | Serbio                       | Pjesma Eurovizije 1992, 28-03-1992       |

## Resultados
En 1992, Malta se ponía en el liderazgo en las tres primeras votaciones, aunque Reino Unido e Irlanda superaron a Malta durante 4 votaciones siendo el liderazgo para los países de las islas británicas, aunque tras 3 votos le rebató el primer puesto Malta de nuevo. Y a partir de entonces, Irlanda tras dos votaciones con Malta en el primer puesto se puso en el primer puesto hasta el final, consiguiendo una gran ventaja frente sus inmediatos seguidores en la tabla. Finalmente Linda Martin le concedió su cuarto triunfo a Irlanda.
| #  | País         | Intérprete(s)                | Canción                     | Lugar | Puntos |
| -- | ------------ | ---------------------------- | --------------------------- | ----- | ------ |
| 01 | España       | Serafín Zubiri               | «Todo esto es la música»    | 14    | 37     |
| 02 | Bélgica      | Morgane                      | «Nous, on veut des violons» | 20    | 11     |
| 03 | Israel       | Dafna                        | «Ze rak sport»              | 6     | 85     |
| 04 | Turquía      | Aylin Vatankoş               | «Yaz bitti»                 | 19    | 17     |
| 05 | Grecia       | Cleopatra Pantazi            | «Olou tou kosmou i elpida»  | 5     | 94     |
| 06 | Francia      | Kali                         | «Monté la riviè»            | 8     | 73     |
| 07 | Suecia       | Christer Björkman            | «I morgon är en annan dag»  | 22    | 9      |
| 08 | Portugal     | Dina                         | «Amor d'água fresca»        | 17    | 26     |
| 09 | Chipre       | Evridiki                     | «Teriazoume»                | 11    | 57     |
| 10 | Malta        | Mary Spiteri                 | «Little child»              | 3     | 123    |
| 11 | Islandia     | Heart 2 Heart                | «Nei eða já»                | 7     | 80     |
| 12 | Finlandia    | Pave Maijanen                | «Yamma Yamma»               | 23    | 4      |
| 13 | Suiza        | Daisy Auvray                 | «Mister Music Man»          | 15    | 32     |
| 14 | Luxemburgo   | Marion Welter & Kontinent    | «Sou fräi»                  | 21    | 10     |
| 15 | Austria      | Tony Wegas                   | «Zusammen geh'n»            | 10    | 63     |
| 16 | Reino Unido  | Michael Ball                 | «One step out of time»      | 2     | 139    |
| 17 | Irlanda      | Linda Martin                 | «Why me?»                   | 1     | 155    |
| 18 | Dinamarca    | Kenny Lübcke & Lotte Nilsson | «Alt det som ingen ser»     | 12    | 47     |
| 19 | Italia       | Mia Martini                  | «Rapsodia»                  | 4     | 111    |
| 20 | Yugoslavia   | Extra Nena                   | «Ljubim te pesmama»         | 13    | 44     |
| 21 | Noruega      | Merethe Trøan                | «Visjoner»                  | 18    | 23     |
| 22 | Alemania     | Wind                         | «Träume sind für alle da»   | 16    | 27     |
| 23 | Países Bajos | Humphrey Campbell            | «Wijs me de weg»            | 9     | 67     |

1. ↑  Aunque la participación fue bajo el nombre de Yugoslavia, el área que representó fue de hecho a la posterior confederación de Serbia y Montenegro.

## Votación

### Sistema de votación
Cada país consta de un jurado de 16 miembros que proporcionó de 12, 10, 8, 7, 6, 5, 4, 3, 2 a 1 puntos a sus diez canciones favoritas.

### Tabla de votos
|                   |                                      | Resultados        |                    |                   |                    |                   |                     |                   |                  |                     |                      |                  |                       |                    |                         |                    |                      |                   |                       |                    |                     |                             |    |    |
| Bandera de España | Bandera de Bélgica                   | Bandera de Israel | Bandera de Turquía | Bandera de Grecia | Bandera de Francia | Bandera de Suecia | Bandera de Portugal | Bandera de Chipre | Bandera de Malta | Bandera de Islandia | Bandera de Finlandia | Bandera de Suiza | Bandera de Luxemburgo | Bandera de Austria | Bandera del Reino Unido | Bandera de Irlanda | Bandera de Dinamarca | Bandera de Italia | Bandera de Yugoslavia | Bandera de Noruega | Bandera de Alemania | Bandera de los Países Bajos |    |    |
| Participantes     | España                               |                   | 1                  | 0                 | 1                  | 4                 | 6                   | 0                 | 0                | 0                   | 2                    | 0                | 3                     | 0                  | 3                       | 2                  | 0                    | 0                 | 1                     | 7                  | 0                   | 5                           | 0  | 1  |
| Participantes     | Bélgica                              | 3                 |                    | 0                 | 4                  | 0                 | 3                   | 0                 | 0                | 0                   | 0                    | 0                | 0                     | 0                  | 1                       | 0                  | 0                    | 0                 | 0                     | 0                  | 0                   | 0                           | 0  | 0  |
| Participantes     | Israel                               | 10                | 0                  |                   | 2                  | 0                 | 8                   | 4                 | 7                | 4                   | 7                    | 0                | 0                     | 4                  | 8                       | 1                  | 7                    | 0                 | 2                     | 0                  | 12                  | 2                           | 4  | 3  |
| Participantes     | Turquía                              | 0                 | 0                  | 0                 |                    | 0                 | 0                   | 0                 | 0                | 0                   | 8                    | 0                | 0                     | 0                  | 0                       | 0                  | 0                    | 3                 | 0                     | 0                  | 6                   | 0                           | 0  | 0  |
| Participantes     | Grecia                               | 0                 | 0                  | 7                 | 8                  |                   | 7                   | 3                 | 5                | 12                  | 0                    | 2                | 5                     | 10                 | 0                       | 4                  | 0                    | 0                 | 0                     | 12                 | 7                   | 8                           | 0  | 4  |
| Participantes     | Francia                              | 6                 | 0                  | 12                | 3                  | 0                 |                     | 0                 | 0                | 3                   | 0                    | 0                | 7                     | 12                 | 0                       | 0                  | 0                    | 5                 | 0                     | 6                  | 0                   | 10                          | 3  | 6  |
| Participantes     | Suecia                               | 0                 | 0                  | 0                 | 0                  | 0                 | 1                   |                   | 0                | 0                   | 0                    | 0                | 0                     | 0                  | 0                       | 0                  | 0                    | 0                 | 4                     | 0                  | 4                   | 0                           | 0  | 0  |
| Participantes     | Portugal                             | 0                 | 0                  | 8                 | 0                  | 2                 | 0                   | 0                 |                  | 0                   | 0                    | 0                | 2                     | 0                  | 0                       | 0                  | 0                    | 0                 | 0                     | 1                  | 5                   | 0                           | 8  | 0  |
| Participantes     | Chipre                               | 0                 | 0                  | 3                 | 0                  | 10                | 2                   | 0                 | 2                |                     | 1                    | 0                | 8                     | 2                  | 0                       | 0                  | 0                    | 6                 | 0                     | 4                  | 8                   | 3                           | 0  | 8  |
| Participantes     | Malta                                | 12                | 10                 | 0                 | 0                  | 7                 | 0                   | 12                | 12               | 1                   |                      | 8                | 0                     | 5                  | 12                      | 8                  | 1                    | 10                | 8                     | 3                  | 10                  | 0                           | 0  | 5  |
| Participantes     | Islandia                             | 8                 | 4                  | 4                 | 0                  | 6                 | 0                   | 6                 | 6                | 0                   | 0                    |                  | 0                     | 3                  | 5                       | 7                  | 12                   | 0                 | 5                     | 5                  | 0                   | 1                           | 6  | 2  |
| Participantes     | Finlandia                            | 0                 | 0                  | 1                 | 0                  | 0                 | 0                   | 0                 | 0                | 0                   | 0                    | 0                |                       | 0                  | 0                       | 0                  | 0                    | 0                 | 0                     | 0                  | 3                   | 0                           | 0  | 0  |
| Participantes     | Suiza                                | 0                 | 5                  | 0                 | 0                  | 0                 | 0                   | 0                 | 0                | 0                   | 0                    | 12               | 0                     |                    | 0                       | 0                  | 4                    | 1                 | 0                     | 10                 | 0                   | 0                           | 0  | 0  |
| Participantes     | Luxemburgo                           | 0                 | 0                  | 0                 | 0                  | 0                 | 0                   | 0                 | 0                | 0                   | 10                   | 0                | 0                     | 0                  |                         | 0                  | 0                    | 0                 | 0                     | 0                  | 0                   | 0                           | 0  | 0  |
| Participantes     | Austria                              | 2                 | 8                  | 0                 | 0                  | 8                 | 0                   | 1                 | 3                | 8                   | 4                    | 0                | 0                     | 0                  | 0                       |                    | 10                   | 12                | 7                     | 0                  | 0                   | 0                           | 0  | 0  |
| Participantes     | Reino Unido                          | 5                 | 12                 | 2                 | 10                 | 0                 | 10                  | 5                 | 0                | 6                   | 6                    | 4                | 6                     | 8                  | 7                       | 12                 |                      | 7                 | 12                    | 8                  | 0                   | 0                           | 12 | 7  |
| Participantes     | Irlanda                              | 1                 | 7                  | 0                 | 12                 | 12                | 0                   | 10                | 4                | 5                   | 12                   | 7                | 10                    | 6                  | 10                      | 10                 | 8                    |                   | 10                    | 2                  | 2                   | 7                           | 10 | 10 |
| Participantes     | Dinamarca                            | 4                 | 0                  | 6                 | 0                  | 0                 | 0                   | 7                 | 1                | 0                   | 0                    | 6                | 0                     | 0                  | 6                       | 3                  | 3                    | 0                 |                       | 0                  | 0                   | 6                           | 5  | 0  |
| Participantes     | Italia                               | 0                 | 0                  | 0                 | 5                  | 3                 | 12                  | 8                 | 8                | 10                  | 5                    | 10               | 12                    | 7                  | 0                       | 6                  | 0                    | 0                 | 0                     |                    | 0                   | 12                          | 1  | 12 |
| Participantes     | Yugoslavia                           | 0                 | 0                  | 10                | 6                  | 1                 | 5                   | 0                 | 0                | 2                   | 3                    | 5                | 4                     | 0                  | 2                       | 0                  | 0                    | 4                 | 0                     | 0                  |                     | 0                           | 2  | 0  |
| Participantes     | Noruega                              | 0                 | 3                  | 0                 | 0                  | 0                 | 0                   | 2                 | 0                | 0                   | 0                    | 1                | 1                     | 0                  | 4                       | 0                  | 5                    | 0                 | 6                     | 0                  | 1                   |                             | 0  | 0  |
| Participantes     | Alemania                             | 0                 | 6                  | 0                 | 0                  | 0                 | 0                   | 0                 | 10               | 0                   | 0                    | 0                | 0                     | 0                  | 0                       | 0                  | 6                    | 2                 | 3                     | 0                  | 0                   | 0                           |    | 0  |
| Participantes     | Países Bajos                         | 7                 | 2                  | 5                 | 7                  | 5                 | 4                   | 0                 | 0                | 7                   | 0                    | 3                | 0                     | 1                  | 0                       | 5                  | 2                    | 8                 | 0                     | 0                  | 0                   | 4                           | 7  |    |
| Participantes     | LA TABLA ESTÁ ORDENADA POR APARICIÓN |                   |                    |                   |                    |                   |                     |                   |                  |                     |                      |                  |                       |                    |                         |                    |                      |                   |                       |                    |                     |                             |    |    |

### Máximas puntuaciones
Tras la votación los países que recibieron 12 puntos (máxima puntuación que podía otorgar el jurado) fueron:
| N. | A           | De                                        |
| -- | ----------- | ----------------------------------------- |
| 4  | Italia      | Francia, Finlandia, Noruega, Países Bajos |
| 4  | Malta       | España, Suecia, Portugal, Luxemburgo      |
| 4  | Reino Unido | Bélgica, Austria, Dinamarca, Alemania     |
| 3  | Irlanda     | Turquía, Grecia, Malta                    |
| 2  | Francia     | Israel, Suiza                             |
| 2  | Grecia      | Chipre, Italia                            |
| 1  | Austria     | Irlanda                                   |
| 1  | Islandia    | Reino Unido                               |
| 1  | Israel      | Yugoslavia                                |
| 1  | Suiza       | Islandia                                  |

### Jurado español
Estaba presentado por Isabel Gemio y compuesto por el cantante de Tennessee Roberto Gil, la actriz Bárbara Rey, el guionista y músico Willy Rubio, la atleta Teresa Rioné, la abogada Angustias Gallardo, el estudiante Iván Rodríguez, la vidente Marisa Collado, el cantante de Toreros Muertos Pablo Carbonell, la estudiante Bárbara Martín, el periodista José Manuel Parada, la empresaria Pilar Sánchez, el periodista Fernando Reinlein, la actriz Esther del Prado, el médico ginecólogo Santiago Palacios, el economista Miguel Ángel Barneto y la cantante Karina. Actuó como presidente José Luis Gracia. El notario fue José Manuel de la Cruz Lagunero, el secretario fue Javier González y la portavoz, María Ángeles Balañac.